# Ballagoth
Ballagoth (nep. बल्लागोठ) – gaun wikas samiti w środkowej części Nepalu w strefie Dźanakpur w dystrykcie Dhanusa. Według nepalskiego spisu powszechnego z 2011 roku liczył on 673 gospodarstwa domowe i 4283 mieszkańców (2156 kobiet i 2127 mężczyzn).